# 1952年世界乒乓球锦标赛
1952年世界乒乓球锦标赛是第十九届世界乒乓球锦标赛，于1952年2月1日至10日在印度孟买举行。这是乒乓球世锦赛首次在亚洲国家举办。

## 赛果

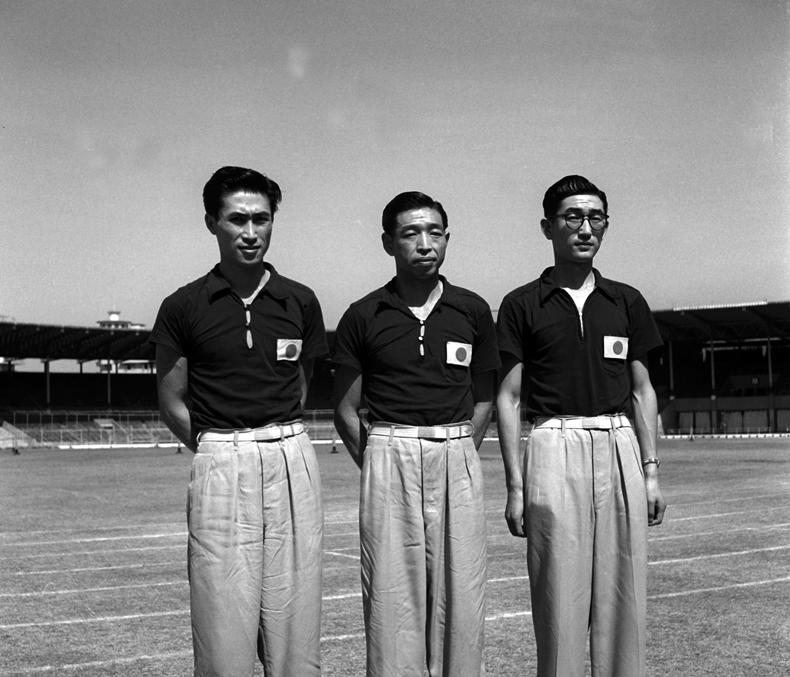
日本队选手藤井則和、林忠明、佐藤博治

### 团体
| 项目                | 金牌                                                                                       | 银牌                                                                                | 铜牌                                                                         |
| 男子团体 斯韦思林杯 | 匈牙利 · 杰特沃伊·埃莱梅尔 · 科齐安·约瑟夫 · 西多·费伦茨 · 塞派希·卡尔曼 · 瓦尔科尼·拉斯洛 | 英格兰 · 理查德·伯格曼 · Adrian Haydon · 约翰尼·利奇 · Aubrey Simons · Harry Venner | 日本 · Daisuke Daimon · 藤井則和 · 林忠明 · 佐藤博治                         |
| 男子团体 斯韦思林杯 | 匈牙利 · 杰特沃伊·埃莱梅尔 · 科齐安·约瑟夫 · 西多·费伦茨 · 塞派希·卡尔曼 · 瓦尔科尼·拉斯洛 | 英格兰 · 理查德·伯格曼 · Adrian Haydon · 约翰尼·利奇 · Aubrey Simons · Harry Venner | 香港 · Cheng Kwok Wing · Chung Chin Sing · 傅其芳 · Keung Wing Ning · 薛緒初 |
| 女子团体 考比伦杯   | 日本 · 楢原静 · 西村登美江                                                                 | 羅馬尼亞 · 安杰莉卡·罗泽亚努 · 萨里·萨斯 · 埃拉·泽勒                                | 英格兰 · Kathleen Best · Peggy Franks · Diane Rowe · Rosalind Rowe           |

### 单项

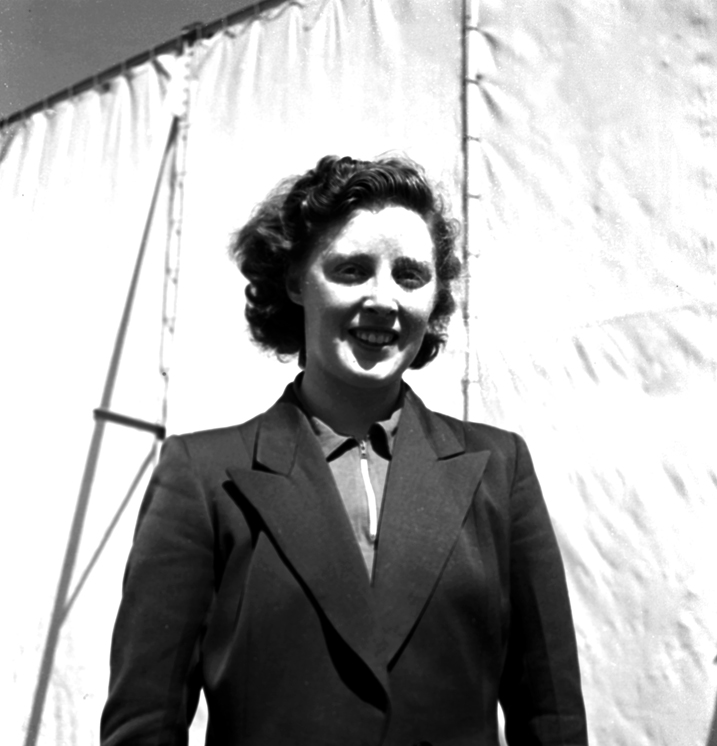
女子双打铜牌得主海伦·埃利奥特

| 项目     | 金牌                          | 银牌                      | 铜牌                            |
| 男子单打 | 佐藤博治                      | 科齐安·约瑟夫             | René Roothooft                  |
| 男子单打 | 佐藤博治                      | 科齐安·约瑟夫             | Guy Amouretti                   |
| 女子单打 | 安杰莉卡·罗泽亚努             | 福尔考什·吉泽尔洛         | Rosalind Rowe                   |
| 女子单打 | 安杰莉卡·罗泽亚努             | 福尔考什·吉泽尔洛         | Ermelinde Wertl                 |
| 男子双打 | 藤井則和 林忠明               | 理查德·伯格曼 约翰尼·利奇 | Douglas Cartland Marty Reisman  |
| 男子双打 | 藤井則和 林忠明               | 理查德·伯格曼 约翰尼·利奇 | 鲍尔瑙·维克托 Adrian Haydon     |
| 女子双打 | 楢原静 西村登美江             | 黛安娜·罗 Rosalind Rowe   | Helen Elliot Ermelinde Wertl    |
| 女子双打 | 楢原静 西村登美江             | 黛安娜·罗 Rosalind Rowe   | 福尔考什·吉泽尔洛 Edit Sági     |
| 混合双打 | 西多·费伦茨 安杰莉卡·罗泽亚努 | 约翰尼·利奇 黛安娜·罗     | 鲍尔瑙·维克托 Rosalind Rowe     |
| 混合双打 | 西多·费伦茨 安杰莉卡·罗泽亚努 | 约翰尼·利奇 黛安娜·罗     | 科齐安·约瑟夫 福尔考什·吉泽尔洛 |